# Clepsis staintoni
Clepsis staintoni is een vlinder uit de familie bladrollers (Tortricidae). De wetenschappelijke naam is voor het eerst geldig gepubliceerd in 1955 door Obraztsov.
De soort komt voor in Europa.